# Campbell Armstrong
Campbell Armstrong (pseudoniem van Campbell Black, Glasgow, Schotland 1944 – Dublin, Ierland 1 maart 2013) was een Schots auteur van thrillers.

## Biografie
Campbell Armstrong behaalde een graad in de filosofie aan de Universiteit van Sussex, Engeland. Hij onderwees de cursus creatief schrijven van 1971 to 1974 aan de State University of New York. Van 1975 tot 1978 onderwees hij dezelfde cursus aan de Arizona State University.

Na vele jaren in Engeland en de Verenigde Staten te hebben doorgebracht woont hij tegenwoordig met zijn gezin in Shannon Harbour in Ierland.

### Frank Pagan-reeks
- Jig (Jig), Het Spectrum, 1987
- Het witte licht (White light), Het Spectrum, 1988
- Mambo (Mambo), Het Spectrum, 1990
- Hersenbrand (Brainfire), Het Spectrum, 1979
- Dienaren van de nacht (Agents of darkness), Het Spectrum, 1991
- Zigzag (Jigsaw), Het Spectrum, 1994
- Vuurdans (Heat), Het Spectrum, 1996 (ook als Hitte, 2006)

### Lou Perlman-reeks
- Het vagevuur (The bad fire), UMCO, 2006
- De laatste duisternis (Last darkness), UMCO, 2007